# Правова система Грузії
Правова система Республіки Грузія — це система правових явищ, що функціонує в межах грузинського суспільства. Входить в романо-германську правову сім'ю.

## Зародження правової системи Грузії
Грузія входить до складу романо-германської правової сім'ї, і складає разом з іншими країнами СНД так звану «євразійську групу».

### Стародавня Грузія
Історія грузинського права є достатньо давньою, її початок можна вважати пов'язаним з прийняттям християнства на території Грузії у 373 р., що зумовило зближення з візантійською правовою традицією та вплив на грузинське право канонічного. Вплив Візантії на діяльність грузинських царів, поклав початок намаганням створити кодифікацію права на цій території, результатом якого стала «Книга права» (також відома як Закони Баграта Куропалата) на початку IX ст.

### Грузинське право у XIV—XVIIIст.
Цей період в історії права Грузії вийшов дуже плодотворним та ґрунтувався на грузинському звичаєвому праві.
Найвизначнішими кодексами цього періоду були: Судебник Георгія V (Закони Георгія V) — видана в XIV ст. збірка законів, основним призначенням якої було розповсюдження феодального права на території, які противились йому. Ця збірка залишала деякі звичаї, наприклад кровна помста чи вбивство злодія при переслідуванні. Ввела систему покарання, серед якої були штрафи, які стягувалися відповідно до соціального положення сторін; Судебник Беки та Агбуги — збірка законів князівства Самцхе. Основою збірки було кримінальне право, але також регулювало й деякі майнові відносини.
Найвизначнішою пам'яткою права цього періоду були Закони царя Вахтанга VI, який ввібрав у себе Закони Мойсея з Біблії, греко-римське право, а також діючі на той момент грузинські кодекси (Закони Мхтітар-Гоша, право Католикоса, Судебники Георгія Блискучого та Беки та Агбуги, постанови грузинського церковного Собору XVI ст. та Укладення Вахтанга VI). Цей звід феодальних законів був складений у 1705—1708 рр. Але, не дивлячись на досить обширне законодавство, в Грузії було поширеним звичаєве право.
Поряд з світським правом діяло й канонічне, наприклад Закони католикосів (XVI ст.).

### Грузія в складі Російської імперії та СРСР
Самобутній розвиток грузинського права закінчився з встановленням російської влади на її території на початку XIX ст. Були намагання відновити цей розвиток прийняттям Конституції 1921 р., але вона проіснувала декілька днів, після чого була встановлена радянська влада.
У цей період закони Вахтанга VI були замінені у 1859 р. законами Російської імперії, хоча вони ще діяли деякий період. Після встановлення радянської влади все законодавство Грузії фактично зводилось до рецепійованого права РРФСР.

### Грузія в період незалежності
Перша Конституція незалежної Грузії була прийнята Установчими зборами у лютому 1921 р., але вона діяла декілька днів до встановлення на цій території радянської влади. Вона була відновлена з набуттям Грузією незалежності, але це акт мав лише символічне значення.
У 1990-х роках грузинська правова традиція слідувала принципам ідеологічного та політичного плюралізму, розвиткові прав та свобод людини, ринкової економіки тощо. 1995 р. була прийнята Конституція, яка спрямувала вектор розвитку до західно-ліберального напрямку. У цей період були розроблені ЦК, ЦПК, КК, КПК та багато інших кодексів, які на даний момент є основою для сучасного грузинського права. На даний момент право Грузії дуже схоже з правом країн постсоціалістичного простору не дивлячись на вектор розвитку у «західному» напрямку.